# Källarlöpare
Källarlöpare (Pristonychus terricola) är en skalbaggsart som beskrevs av Herbst. I den svenska databasen Dyntaxa används istället namnet Laemostenus terricola. Källarlöpare ingår i släktet Pristonychus och familjen jordlöpare. Enligt den svenska rödlistan är arten nära hotad i Sverige. Arten förekommer i Götaland och Öland. Arten har tidigare förekommit på Gotland och Svealand men är numera lokalt utdöd. Artens livsmiljö är jordbrukslandskap, stadsmiljö. Inga underarter finns listade i Catalogue of Life.